# José Mojica Marins
José Mojica Marins (São Paulo, 13 de març de 1936 - 19 de febrer de 2020) va ser un cineasta, actor, compositor, guionista i presentador de terror de la televisió brasiler. Marins també és conegut per crear i interpretar el personatge Zé do Caixão en una sèrie de pel·lícules de terror; el personatge ha esdevingut des de llavors el seu alter ego, a més de ser una icona de la cultura pop, una icona de terror i una figura de culte. La popularitat de Zé do Caixão al Brasil ha fet que el personatge sigui anomenat "Boogeyman nacional del Brasil" i "Freddy Krueger del Brasil".
Marins va debutar en la direcció del llargmetratge als anys cinquanta amb la pel·lícula A Sina do Aventureiro. Va continuar dirigint la pel·lícula de 1964 À Meia-Noite Levarei Sua Alma, considerada la primera pel·lícula de terror del Brasil. i que marca la primera aparició del personatge de Zé do Caixão, un paper que Marins reprendria a Esta Noite Encarnarei no Teu Cadáver (1967) i Encarnação do Demônio (2008), juntament amb una sèrie d'altres pel·lícules i sèries de televisió. Es considera que va ser un pioner del cinema de terror brasiler i de les pel·lícules de terror gràficament violentes en general.

## Primers anys
Marins va néixer el divendres 13 de març de 1936 a São Paulo, Brasil a una granja de Vila Mariana, fill d'Antonio André Marins i Carmen Mogica Imperial, ambdós descendents d'immigrants espanyols. El seu interès pel cinema va començar a una edat primerenca. Quan Marins tenia tres anys, el seu pare regentava un cinema local i la família vivia en un pis situat a sobre. Durant la seva infància, Marins va fer curtmetratges amb una càmera que els seus pares li havien regalat com a regal. Aquests curts eren protagonitzats per ell i els seus veïns, i eren exposats a esglésies i parcs d'atraccions.
El 1953, amb 18 any, Marins va fundar Cia. Cinematográfica Atlas. Va adquirir una sinagoga abandonada que va transformar en estudi de cinema i acadèmia, on va donar classes d'interpretació i va formar tècnics per finançar les seves pel·lícules.

## Carrera

### Zé do Caixão
Marins és conegut sobretot per crear i retratar Zé do Caixão, un personatge que es considera una icona de terror, una icona cultural brasilera i una figura de culte. Enterrador amoral amb filosofies nietzschianes i odi a la religió organitzada, el personatge apareixia com el personatge principal d’una trilogia (coneguda com la "Trilogia Zé do Caixão") que gira al voltant de la seva recerca homicida per trobar "la dona perfecta" per aconseguir la immortalitat metafòrica tenint un fill.
Després de l’èxit de la primera pel·lícula de la sèrie, Marins va repetir el seu paper de personatge a Esta Noite Encarnarei no Teu Cadáver (1967) i Encarnação do Demônio (2008), juntament amb altres pel·lícules i sèries de televisió. El personatge també ha aparegut en còmics i vídeos musicals. La popolaritat de Zé do Caixão ha provocat que el personatge sigui conegut com l'equivalent brasiler de Freddy Krueger.

### Altres treballs

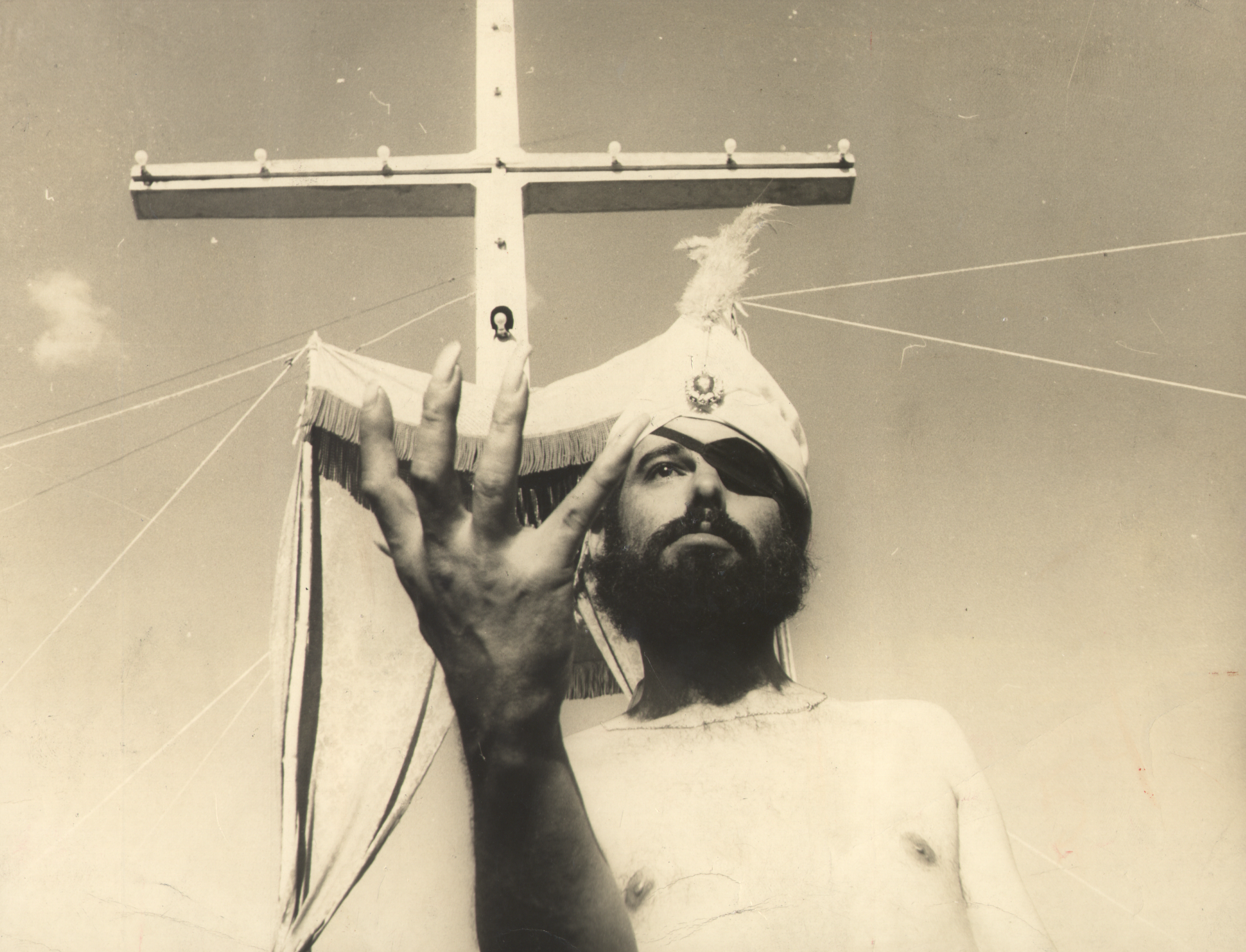
José Mojica Marins a O Profeta da Fome (1971).

Encara que és molt conegut per les pel·lícules del gènere de terror, els marins també van crear explotació, explotació de drogues, explotació sexual (sovint en forma de pseudodocumentals) i westerns. Marins és conegut pel seu estil de cinema de baix pressupost, sovint utilitzant amics i actors aficionats com a repartiment i equip. Les seves pel·lícules se solen ambientar a São Paulo.
Marins es va interessar pel cinema de ben jove. Va explicar que va fer la seva primera pel·lícula, O Juízo Final, rodada en 8 mm, el 1948 quan tenia 12 anys. Va continuar amb Encruzilhada da Perdição (1952). Mojica fou un dels nombrosos directors que va participar en la pel·lícula antològica de 2013 The Profane Exhibit, en la que dirigí el segment "Viral". El 2014 va col·laborar novament amb altres directors en la pel·lícula antològica The Black Fables.

### Treball a televisió
Marins va organitzar un programa mensual d’entrevistes O Estranho Mundo de Zé do Caixão a l'emissora de televisió brasilera Canal Brasil, en el qual discutia els mitjans i la cultura brasilers amb altres figures contemporànies, com ara actors i músics. Entre els seus convidats hi havia Zé Ramalho, Rogério Skylab, i Supla.
Del 1967 al 1988, Marins va dirigir el programa Além, Muito Além do Além a TV Bandeirantes, amb el personatge de Zé do Caixão, presentant breus històries de terror escrites per l’autor i guionista Rubens Luchetti. Alguns guions es van adaptar més tard com a còmics de Zé do Caixão. Les cintes del programa es van reutilitzar i actualment no es coneixen enregistraments intactes d'aquest programa.
Marins va dirigir i presentar Um Show do Outro Mundo a Rede Record de Televisão, on aparegué novament com a Zé do Caixão. El programa de mitja hora va incloure curtmetratges de terror, amb moltes de les històries enviades pels mateixos espectadors i adaptades per membres de l'equip de producció de Marins. Igual que amb el seu programa anterior, les cintes originals es van reutilitzar i no es té constància d'aquest material.
El 1996 Marins va presentar el programa diari de televisió Cine Trash a TV Bandeirantes, que presentava llargmetratges de terror.

### Documentals
Marins aparegué a O Universo de Jose Mojica Marins (1978), un documental de 26 minuts dirigit per Ivan Cardoso. Marins apareix com ell mateix a la pel·lícula, que també inclou entrevistes amb la mare de Marins, Carmem Marins, l'editor de cinema Nilcemar Leyart i Satã (ajudant i guardaespatlles de Marins). El 1987 va llançar la pel·lícula documental semi-autobiogràfica Demônios e Maravilhas, en la qual apareix com ell mateix recreant moments de la seva vida, amb la seva família i els seus companys interpretant-se a ells mateixos.
Una pel·lícula documental del 2001 Maldito - O Estranho Mundo de José Mojica Marins, dirigida pels biògrafs André Barcinski i Ivan Finotti, examina la vida i les obres de Marins. Va guanyar el Premi Especial del Jurat al Festival de Cinema de Sundance del 2001.

## Mort
Marins va morir de complicacions causades per una broncopneumònia el 19 de febrer de 2020, als 83 anys, a São Paulo.Abans de la seva mort, Marins fou hospitalitzat durant 20 dies.

## Filmografia

### Com a director
| Any  | Títol                                             |
| ---- | ------------------------------------------------- |
| 1946 | Beijos a Granel                                   |
| 1947 | Sonhos de Vagabundo                               |
| 1948 | A Voz do Coveiro                                  |
| 1955 | Sentença de Deus (inacabat)                       |
| 1958 | A Sina do Aventureiro                             |
| 1962 | Meu Destino em Tuas Mãos                          |
| 1964 | À Meia-Noite Levarei Sua Alma                     |
| 1965 | O Diabo de Vila Velha                             |
| 1967 | Esta Noite Encarnarei no Teu Cadáver              |
| 1968 | O Estranho Mundo de Zé do Caixão                  |
| 1968 | Trilogia do Terror                                |
| 1969 | O Despertar da Besta                              |
| 1971 | Finis Hominis                                     |
| 1972 | Dgajão Mata para Vingar                           |
| 1972 | Quando os Deuses Adormecem                        |
| 1972 | Sexo e Sangue na Trilha do Tesouro                |
| 1974 | A Virgem e o Machão                               |
| 1974 | Exorcismo Negro                                   |
| 1975 | O Fracasso de Um Homem nas Duas Noites de Núpcias |
| 1976 | Como Consolar Viúvas                              |
| 1976 | Inferno Carnal                                    |
| 1976 | Mulheres do Sexo Violento                         |
| 1977 | A Mulher Que Põe a Pomba no Ar                    |
| 1977 | Delírios de um Anormal                            |
| 1977 | A Estranha Hospedaria dos Prazeres                |
| 1978 | Mundo-Mercado do Sexo                             |
| 1978 | Perversão                                         |
| 1980 | A Praga                                           |
| 1981 | A Encarnação do Demônio                           |
| 1983 | Horas Fatais - Cabeças Cortadas (Horas Fatais)    |
| 1984 | A Quinta Dimensão do Sexo                         |
| 1985 | 24 Horas de Sexo Explícito                        |
| 1986 | Dr. Frank na Clínica das Taras                    |
| 1987 | 48 Horas de Sexo Alucinante                       |
| 1994 | Demônios e Maravilhas                             |
| 1996 | Adolescência em Transe                            |
| 2004 | Fim (curtmetratge)                                |
| 2008 | Encarnação do Demônio                             |
| 2015 | As Fábulas Negras - segment O Saci                |

### Com a actor
| Any  | Títol                                                          |
| ---- | -------------------------------------------------------------- |
| 1960 | Éramos Irmãos (de Renato Ferreira)                             |
| 1966 | O Diabo de Vila Velha (Armando de Miranda i Ody Fraga)         |
| 1969 | O Cangaceiro Sem Deus (d'Oswaldo De Oliveira)                  |
| 1970 | O Profeta da Fome (de Maurice Capovila)                        |
| 1976 | A estranha hospedaria dos prazeres (Marcelo Motta)             |
| 1977 | O Abismo (de Rogério Sganzerla)                                |
| 1977 | O Vampiro da Cinemateca (de Jairo Ferreira)                    |
| 1978 | A Deusa de Mármore (de Rosângela Maldonado)                    |
| 1980 | Chapeuzinho Vermelho (de Marcelo Motta)                        |
| 1982 | O Segredo da Múmia (d'Ivan Cardoso)                            |
| 1984 | Padre Pedro e a Revolta das Crianças (de Francisco Cavalcanti) |
| 1985 | O Filho do Sexo Explícito (de Francisco Cavalcanti)            |
| 1986 | A Hora do Medo (de Francisco Cavalcanti)                       |
| 1987 | As Belas da Billings (d'Ozualdo Ribeiro Candeias)              |
| 1987 | Horas Fatais (de Francisco Cavalcanti i Clery Cunha)           |
| 1989 | Dama de Paus (de Mário Vaz Filho)                              |
| 1990 | O Gato de Botas Extraterrestre (de Wilson Rodrigues)           |
| 1996 | Babu e a Vingança Maldita (de Cesar Nero)                      |
| 1997 | Ed Mort (d'Alain Fresnot)                                      |
| 1997 | A Filha do Pavor (d'Andréa Pasquini)                           |
| 2001 | Dr. Bartolomeu e a Clínica do Sexo (de Mário Lima i Tom Camps) |
| 2001 | Tortura Selvagem - A Grade (d'Afonso Brazza)                   |
| 2004 | Um Show de Verão (de Moacyr Góes)                              |
| 2004 | Lâmia, Vampiro! (de Rubens Mello)                              |
| 2005 | A Marca do Terror (d'Ivan Cardoso)                             |
| 2009 | A Cruz e o Pentagrama (de Cesar Nero)                          |
| 2013 | Carniçal (de Rubens Mello)                                     |
| 2013 | Mal Passado (Julio Wong)                                       |
| 2015 | As Fábulas Negras - segment O Saci (de Rodrigo Aragão)         |